# 界海
界海（拉丁語：Mare Marginis）是坐落在月球正面极边缘上的一座月海，其直径420公里，面积約6.5万平方公里，月面座标為北緯13.3度、東經86.1度，它的拉丁文名称意思为“边缘之海”。
该月海与月球正面大多数的月海不同，不仅外形轮廓不规则，而且所覆盖的熔岩层似乎也相当稀薄。月海平原上显示出一些小的圆形和长条状的特征，可能是被不到1000-1700英尺熔岩掩埋的撞击坑痕迹。此外，界海并不集中在任何明确、大型的撞击盆地上。因此，界海被认为是一处月海熔岩所能抵达的高原低洼区，附近有数座被月海熔岩掩没的大型陨石坑，这些陨坑的内部底表均低于周围高地。因此，它们反映了环界海流出的熔岩在月球表面所能到达的范围。界海周围主要陨石坑有:北面的阿尔比鲁尼环形山、东南的伊本·尤努斯环形山和西北的戈达德环形山。
该月海表面显示有一些类似风暴洋表面赖纳尔伽玛特征的涡旋状、高反照率沉积物。该特征与相对较强的磁场有关，它也位于东海撞击盆地的对极点，可能与该盆地的形成有关。对该特征的其它解释包括：彗星撞击、火山气体释放或只是磁场对空间风化的屏蔽所产生的普通表面印迹，但此类反照率特征的确切成因，目前仍是一个有待解决的谜题。
1959年10月，前苏联太空探测器月球3号首次拍摄到了该区域(包括附近的浪海、史密斯海和泡沫海等)模糊的照片。

## 图集

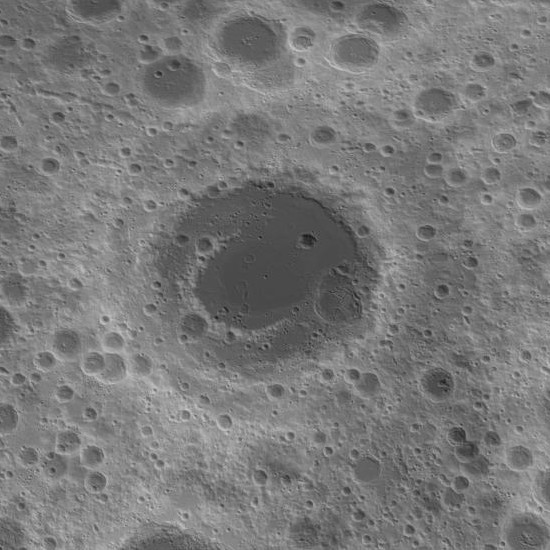
界海地形图
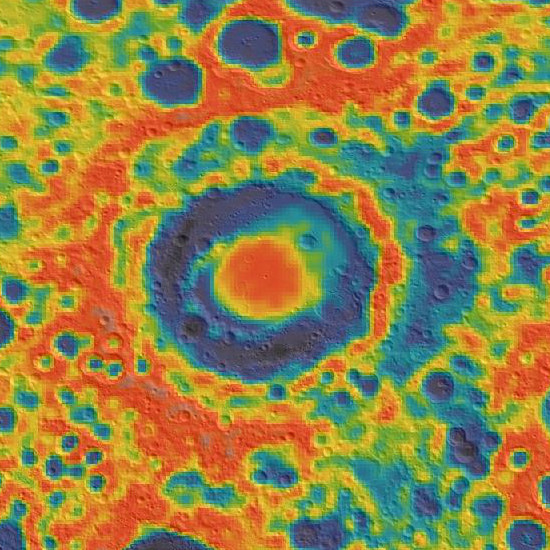
根据圣杯号飞船数据测绘的重力图
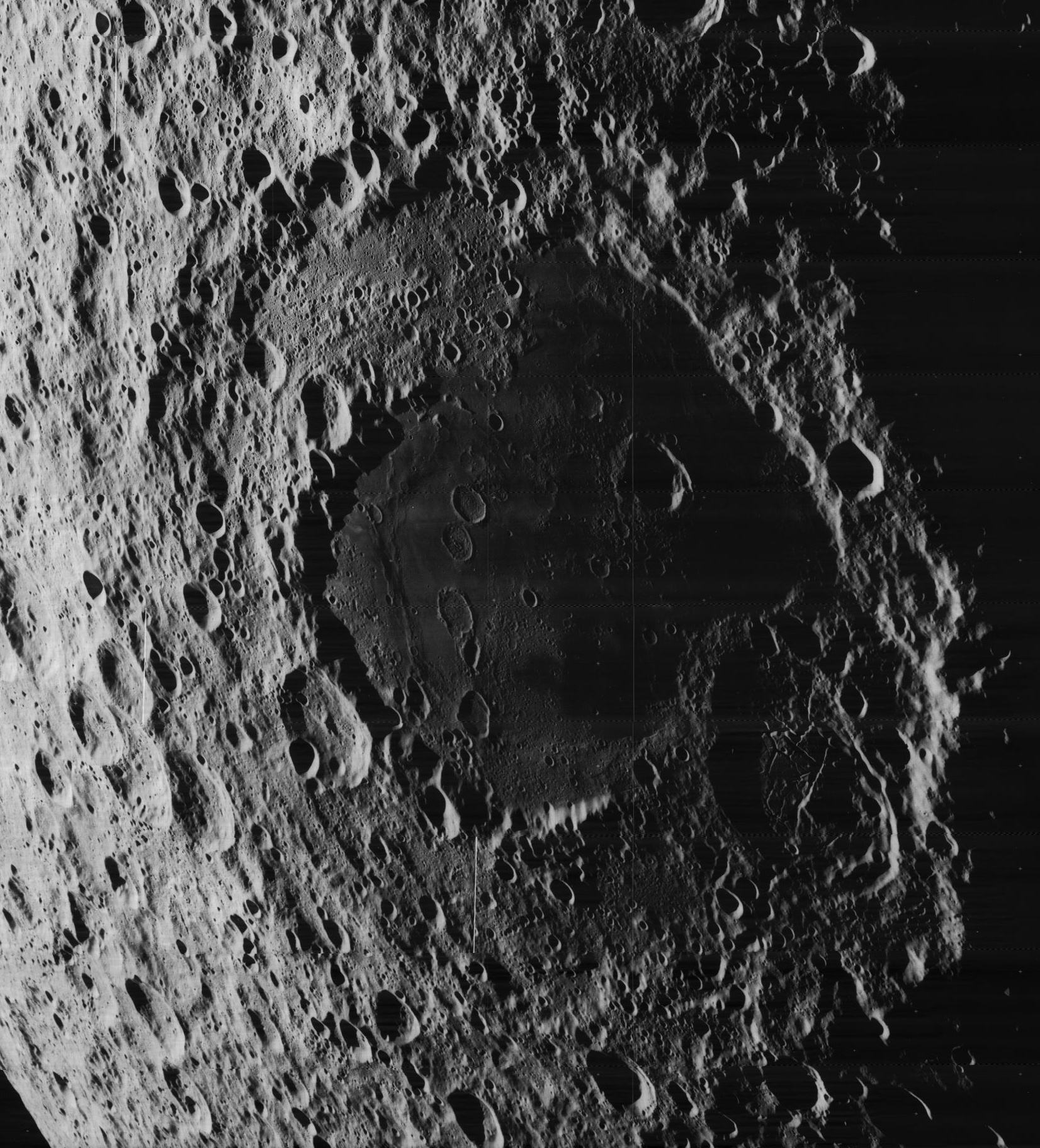
月球轨道器5号拍摄的界海图像，清楚地显示了月海所坐落的盆地范围
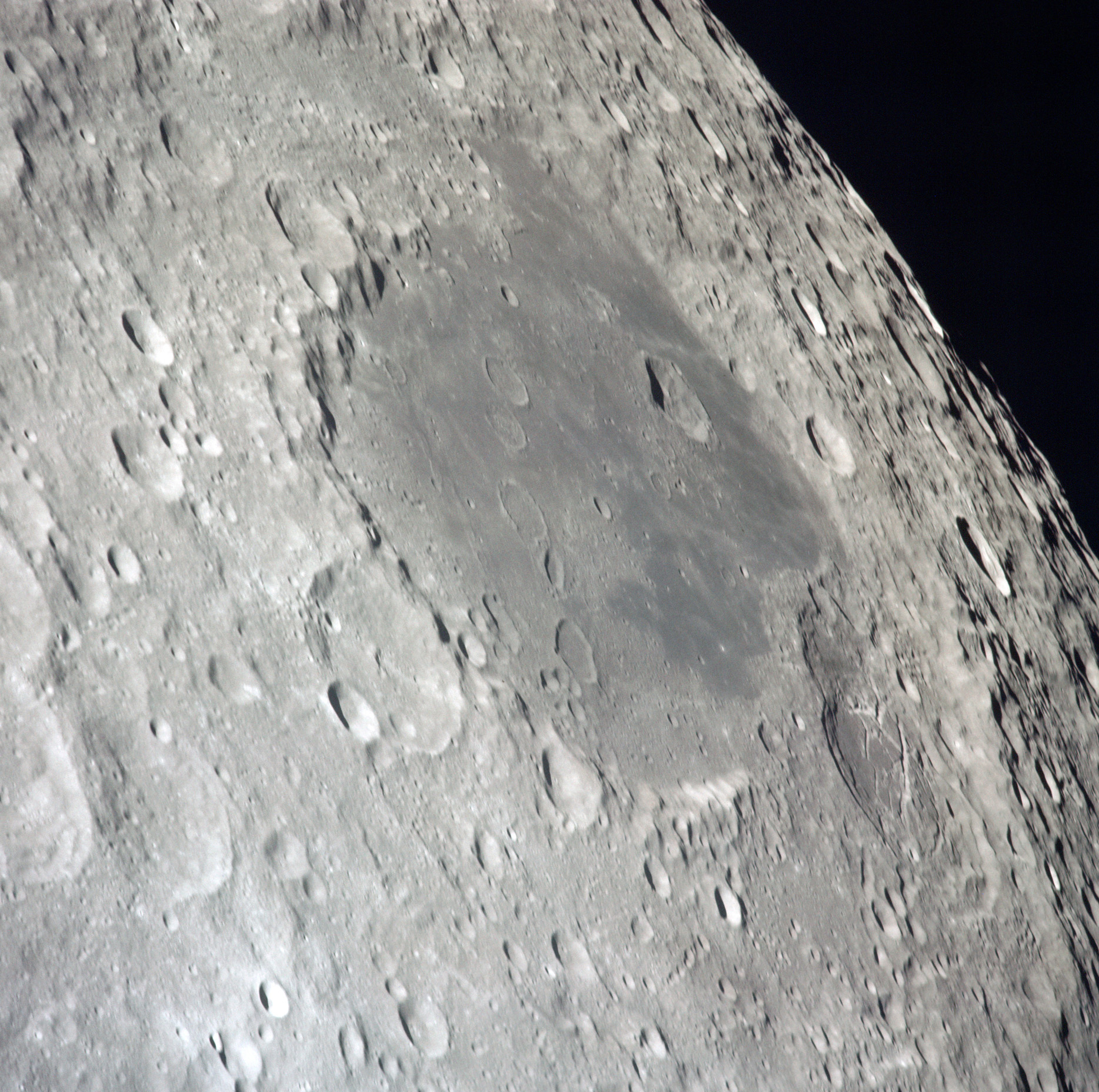
阿波罗13号拍摄的界海照片

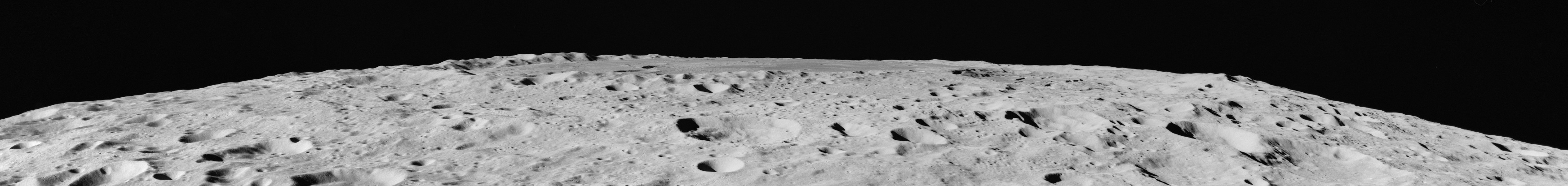
来自阿波罗16号的斜视图，位于地平线上的月海，盆地的外环很细微，但在该图中可看到。